# Grup de Klein
En àlgebra, el grup de Klein o 4-grup de Klein (de vegades designat V perquè el seu introductor, el matemàtic alemany Felix Klein l'anomenà Vierergruppe «4-grup») és un grup abelià de quatre elements isomorf a C₂ × C₂, el producte directe de dues còpies del grup cíclic d'ordre dos.
El grup de Klein és el grup d'ordre (és a dir cardinalitat) més petit que no és cíclic. De fet hi ha dos grups no isomorfs d'ordre quatre: El de Klein i C₄, el cíclic d'ordre quatre. Quatre és l'ordre més petit per al qual això passa. Podeu veure-ho a la llista de grups petits.
Si designem els elements de V com V = { e, a, b, c } la taula del grup és la següent:
| ∗ | e | a | b | c |
| - | - | - | - | - |
| e | e | a | b | c |
| a | a | e | c | b |
| b | b | c | e | a |
| c | c | b | a | e |
On observem que e és l'element neutre de l'operació del grup, que hem designat per ∗.
A la taula hi podem, a més, observar les següents propietats:
- La taula és simètrica i el grup és abelià.
- Sigui x un element qualsevol del grup es compleix x∗x = e.
  - Així doncs per a qualsevol element de V, el seu simètric per l'operació ∗ és ell mateix.
  - A més, els elements x que no són el neutre x≠e, tenen ordre dos. Com que no n'hi ha cap d'ordre quatre el grup no és cíclic.

A més a més es coneixen altres propietats del grup de Klein:
- És isomorf al producte directe de dos grups cíclics d'ordre dos C₂×C₂. Com que els grups cíclics sovint s'identifiquen amb el grup additiu de les classes de residus (ℤ/nℤ, +); el grup de Klein també es denota ℤ/2ℤ × ℤ/2ℤ, o alguna vegada ℤ₂×ℤ₂. A més, com que en aquest cas el producte directe es correspon amb la suma directa (és un producte cartesià finit) també s'escriu ℤ/2ℤ ⊕ ℤ/2ℤ. Si els elements de ℤ/2ℤ els escrivim

{\displaystyle \mathbb {Z} /2\mathbb {Z} ={\bigl \{}{\bar {0}},{\bar {1}}{\bigr \}}}
com és habitual, llavors l'isomorfisme entre el grup V i ℤ/2ℤ × ℤ/2ℤ només cal que porti l'element neutre e a l'element neutre {\displaystyle ({\bar {0}},{\bar {0}})} de ℤ/2ℤ × ℤ/2ℤ. La taula del grup queda així:
{\displaystyle {\begin{array}{|c||c|c|c|c|}\hline +&({\bar {0}},{\bar {0}})&({\bar {1}},{\bar {0}})&({\bar {1}},{\bar {1}})&({\bar {0}},{\bar {1}})\\\hline ({\bar {0}},{\bar {0}})&({\bar {0}},{\bar {0}})&({\bar {1}},{\bar {0}})&({\bar {1}},{\bar {1}})&({\bar {0}},{\bar {1}})\\({\bar {1}},{\bar {0}})&({\bar {1}},{\bar {0}})&({\bar {0}},{\bar {0}})&({\bar {0}},{\bar {1}})&({\bar {1}},{\bar {1}})\\({\bar {1}},{\bar {1}})&({\bar {1}},{\bar {1}})&({\bar {0}},{\bar {1}})&({\bar {0}},{\bar {0}})&({\bar {1}},{\bar {0}})\\({\bar {0}},{\bar {1}})&({\bar {0}},{\bar {1}})&({\bar {1}},{\bar {1}})&({\bar {1}},{\bar {0}})&({\bar {0}},{\bar {0}})\\\hline \end{array}}}
- Com hem observat anteriorment, els tres elements d'ordre dos del grup de Klein són intercanviables. El grup d'automorfismes de V és el grup simètric de les permutacions d'aquests tres elements.
- Sabem pel teorema de Cayley que hom pot veure el grup de Klein com a subgrup del grup simètric S₄. En concret, (usant la notació de cicles com apareix a l'article grup simètric) és

V = { Id, (1 2)(3 4), (1 3)(2 4), (1 4)(2 3) }
En aquesta forma és de fet un subgrup normal del grup alternat A₄ i de S₄. De fet, és el kernel d'un epimorfisme que va de S₄ a S₃.
En teoria de Galois, l'existència d'aquest subgrup de S₄ justifica la resolubilitat de l'equació quàrtica per radicals.
- En dues dimensions és el grup de simetries d'un rectangle o d'un rombe. Aquest grup també s'anomena grup dièdric d'ordre quatre i es denota D₂ o D2,2.
- El grup de Klein és isomorf al grup multiplicatiu de les unitats de ℤ/8ℤ, format per
{\displaystyle (\mathbb {Z} /8\mathbb {Z} )^{\ast }=\{{\bar {1}},{\bar {3}},{\bar {5}},{\bar {7}}\}.}